# Mipou
Mipou est un prénom masculin de l'Égypte antique, signifiant littéralement « qui est-ce ? ».